# Kara Goucher
Kara Goucher, née Kara Grgas le 9 juillet 1978  dans le Queens (New York), est une athlète américaine, pratiquant le demi-fond.

## Carrière
Goucher a grandi dans le Minnesota et a obtenu son diplôme à l'université du Colorado. Puis elle déménagea à Eugene avec son mari Adam Goucher. Là-bas, elle s'entraîne avec Alberto Salazar au sein du Nike Oregon Project.
Elle a obtenu une médaille de bronze aux Championnats du monde 2007 de Osaka sur 10 000 m. Elle a participé aux jeux olympiques de Pékin en 2008 sur 10 000 m et de Londres en 2012 sur Marathon.
Le 5 août 2017, à l'occasion des Championnats du monde de Londres, elle reçoit lors d'une cérémonie officielle la médaille d'argent dont elle avait été privée en 2007 par une concurrente dont le dopage a été révélé par un test rétroactif pratiqué en 2015,.
En 2022, elle annonce être atteinte de dystonie focale.

## Palmarès

### Marathon
- Troisième lors du Marathon de New York 2008 en 2 h 25 min 53 s
- Troisième lors du Marathon de Boston 2009 en 2 h 32 min 25 s

### Championnats du monde
- Championnats du monde 2007 à Osaka ( Japon) 
  -  médaille d'argent sur 10 000 m

### Coupe du monde des nations
- Coupe du monde des nations 2006 à Athènes ( Grèce)
  -  médaille de bronze sur 3 000 m

## Sources
- (de) Cet article est partiellement ou en totalité issu de l’article de Wikipédia en allemand intitulé « Kara Goucher » (voir la liste des auteurs).